# Popiel (województwo lubelskie)
Popiel – wieś sołecka w Polsce położona w województwie lubelskim, w powiecie bialskim, w gminie Piszczac.
Według spisu powszechnego z roku 1921 miejscowość Popiel posiadała 12 domów i 68 mieszkańców. W latach 1975–1998 miejscowość położona była w województwie bialskopodlaskim.
Wieś jest sołectwem w gminie Piszczac. Według Narodowego Spisu Powszechnego z roku 2011 wieś liczyła 72 mieszkańców i była czternastą co do wielkości miejscowością gminy.
W miejscowości znajduje się przystanek kolejowy Dobrynka.
Wierni Kościoła rzymskokatolickiego należą do parafii Podwyższenia Krzyża Świętego w Piszczacu.